# فتق الحجاب الحاجز
فتق الحجاب الحاجز هو عيب خلقي، بمعنى أنه يحدث أثناء تكون الحجاب الحاجز، ولذلك فهو يتواجد في الأطفال. في هذا النوع من الفتق (التبارز) لا يتكون الحجاب الحاجز (عادة ما يتكون في الأسبوع الثامن) بشكل طبيعي مما ينتج عنه تكون فتحة بين البطن والصدر (القفص الصدري)، وتختلف الحالة بحسب الطفل، فقد تكون مجرد فتحة صغيرة إلى غياب كامل للحجاب الحاجز على جهة واحدة من الجسم. في 90% من الحالات يكون هناك فشل في تكون إحدى جهتي الحجاب الحاجز

## نتائجه
بالاعتماد على اتساع الفتحة، فإن الأعضاء الموجودة في منطقة البطن قد تبرز إلى منطقة الصدر مثل المعدة ومعثكلة الكبد والطحال.
خروج هذه الأعضاء يؤدي إلى مشاكل في تكون الرئة، وقد يصل في بعض الحالات إلى انعدام التنفس في هذه الرئة.